# Rusland op het Eurovisiesongfestival 2010
Rusland nam deel aan het Eurovisiesongfestival 2010 in Oslo, Noorwegen. Het was de vijftiende keer dat het land deel nam aan het Eurovisiesongfestival. Peter Nalitsj vertegenwoordigde Rusland met het liedje Lost and Forgotten en eindigde uiteindelijk op een elfde plaats.

## Selectieproces
Geïnteresseerden kon een liedje insturen van 1 februari tot 15 februari. Onder de geïnteresseerden bevond zich ook voormalig deelnemer en winnaar van het Eurovisiesongfestival 2008 Dima Bilan. Hij zou met het liedje White Nights, geschreven door Filipp Kirkorov meedoen, maar nadat alle liedjes bekend waren stond hij niet op de lijst. Uiteindelijk bleek dat Kirkorov, Bilan en zijn manager Jana Roedkovskaja hadden besloten om het liedje terug te trekken.

### Halve finale
Op 26 februari maakte de Russische Omroep Rusland 1 de 35 liedjes bekend die uiteindelijk auditie mochten doen op 1 februari in het Nazarovtheater in Moskou. Ze werden daar door een interne jury beoordeeld en teruggebracht tot een aantal van 25.
| Deelnemers        | Deelnemers              | Deelnemers           | Deelnemers       | Deelnemers         |
| ----------------- | ----------------------- | -------------------- | ---------------- | ------------------ |
| Aljona Roxis      | Aleksandr Panajotov     | Antonello Carozza    | Z.I.M.A          | Vladislav Terechov |
| Aljanka           | Boeranovskije Baboesjki | JoJo                 | Nano             | Stjenakardia       |
| Dzjem Sjerif      | Para-belloem            | Jekaterina Frolova   | Jelena Jesenina  | Peter Nalitsj      |
| Natalja Terechova | Natali Damas & L’brand  | Oleg Bezinskich      | Pavla            | Pjotr Sochov       |
| Polina Kozjikova  | Ed Sjoelzjevski         | Joelika              | Joelia Vojs      | Alissandra         |
| Ana               | Jay Stever              | Petja Palkin project | Princessa Avenue | Rene               |
| Miusha            | Blondrock               | Jet Kids             | Los Devtsatos    | Plazma             |

### Finale
De finale vond plaats op 7 maart en werd gepresenteerd door Oxana Fedorova en Dmitri Goeberniev. Als intervalact traden de twee meest recente Songfestivalwinnaars Alexander Rybak en Dima Bilan op. Uiteindelijk werd de finale gewonnen door Peter Nalitsj met het nummer Lost and Forgotten.
| Nummer | Deelnemer               | Liedje                                             | Score | Plaats |
| ------ | ----------------------- | -------------------------------------------------- | ----- | ------ |
| 1      | Princessa Avenue        | Lovers                                             | 7.2%  | 14     |
| 2      | Jay Stever              | I Love, I Love, I Love You                         | 3.9%  | 21     |
| 3      | Ana                     | Dva Golosa                                         | 10.1% | 7      |
| 4      | Miusha                  | Big Bang                                           | 3.4%  | 22     |
| 5      | Para-Belloem            | Ptitsa                                             | 8.6%  | 10     |
| 6      | Pjotr Soechov           | Ja Oeletajoe                                       | 1.6%  | 25     |
| 7      | Oleg Bezinskich         | Crowning                                           | 16.1% | 2      |
| 8      | Natalia Terechova       | Everything                                         | 6.3%  | 17     |
| 9      | Jet Kids                | Hey Say                                            | 11.8% | 4      |
| 10     | Pavla                   | Infatuated                                         | 10.9% | 5      |
| 11     | Jekaterina Frolova      | Tout Va Bien                                       | 4.4%  | 20     |
| 12     | Ed Sjoelzjevski         | Without You                                        | 8.2%  | 11     |
| 13     | Peter Nalitsj Band      | Lost and Forgotten                                 | 20.9% | 1      |
| 14     | Boeranovskije Baboesjki | Dlinnaja-dlinnaja beresta i sdelat' iz nejo aisjon | 12.9% | 3      |
| 15     | Aleksander Panajotov    | Maja Showtime                                      | 10.6% | 6      |
| 16     | Nano                    | Take It Away                                       | 5.1%  | 19     |
| 17     | Natalia Damas & Lbrand  | Much Closer                                        | 9.2%  | 9      |
| 18     | Aljona Roxis            | My Tears                                           | 2.0%  | 24     |
| 19     | Antonello Carozza       | Senza Respiro                                      | 9.4%  | 8      |
| 20     | Polina Kova             | For You                                            | 5.8%  | 18     |
| 21     | Los Devtsjatos          | Chocolate                                          | 7.5%  | 13     |
| 22     | Joelika                 | Delete                                             | 6.6%  | 16     |
| 23     | Jelena Jesenina         | Mir Bez Tebja                                      | 7.9%  | 12     |
| 24     | Alaska                  | Piastry                                            | 2.7%  | 23     |
| 25     | Stsjenkardia            | Stjokla                                            | 6.9%  | 15     |

## In Oslo
Peter Nalitsj trad als tweede aan in de eerste halve finale van 25 mei 2010. Hij werd hier zevende met 74 punten, genoeg voor een plek in de finale van 29 mei. In de finale werd de Russische bijdrage elfde met 90 punten.
1994 · 1995 · 1996 · 1997 · 1998-1999 · 2000 · 2001 · 2002 · 2003 · 2004 · 2005 · 2006 · 2007 · 2008 · 2009 · 2010 · 2011 · 2012 · 2013 · 2014 · 2015 · 2016 · 2017 · 2018 · 2019 · 2020 · 2021 · 2022-2025
Albanië · Armenië · Azerbeidzjan · België · Bosnië en Herzegovina · Bulgarije · Cyprus · Denemarken · Duitsland · Estland · Finland · Frankrijk · Georgië · Griekenland · Ierland · IJsland · Israël · Kroatië · Letland · Litouwen · Macedonië · Malta · Moldavië · Nederland · Noorwegen · Oekraïne · Polen · Portugal · Roemenië · Rusland · Servië · Slovenië · Slowakije · Spanje · Turkije · Verenigd Koninkrijk · Wit-Rusland · Zweden · Zwitserland